# Riachão Ring
Riachão Ring este un crater de impact meteoritic în Brazilia.

## Date generale
Acesta are 4.5 km în diametru și vârsta sa este estimată la mai puțin de 200 de milioane de ani (Jurasic). Craterul este expus la suprafață.